# Bob Budiansky
Robert Budiansky plus connu sous le nom de Bob Budiansky et né le 15 mars 1954, est un dessinateur, scénariste et éditeur de comics américain. Il a travaillé près de 20 ans pour Marvel Comics et est connu pour avoir scénarisé de nombreux épisodes des comics mettant en scène les Transformers et avoir donné les noms et les caractéristiques des principaux robots.

## Biographie
Bob Budiansky naît le 15 mars 1954 dans le quartier du Bronx à New York. Après ses études universitaires pendant lesquelles il crée son premier comics édité dans le journal de la faculté, il entre chez Marvel Comics en 1977. Il y dessine des épisodes du Faucon et de 1978 il est le dessinateur des couvertures de Ghost Rider dont il dessine aussi les épisodes de 1982 à 1983 sur des scénarios de J. M. DeMatteis. En 1984, avec ce même scénariste il réalise une mini-série consacrée à Namor. En 1984, il est éditeur du titre the Transformers pour lequel il crée les noms des personnages principaux. Pour Hasbro il écrit les descriptions publiées sur les boîtes des robots mettant en avant les personnalités de chacun. Jusqu'en 1996, il est responsable éditorial de nombreux titres dont Fantastic Four et Spider-Man,. En 1994, lorsque le rédacteur en chef Tom DeFalco quitte son poste, les responsables de Marvel préfèrent diviser sa fonction en créant cinq familles de comics avec pour chacune un rédacteur en chef. Bob Budiansky est alors responsable des comics de Spider-Man. L'expérience est un tel échec que dès l'année suivante le système ancien est remis en place et Bob Harras est seul rédacteur en chef.